# Maria Bolewska
Maria Bolewska – przełożona Zakładu Najświętszej Marii Panny w Kościerzynie na przełomie XIX i XX wieku w okresie germanizacji na ziemiach polskich.
W 1919 zasiadła w zarządzie oddziału PCK w Kościerzynie.
2 maja 1922 został odznaczony Krzyżem Kawalerskim Orderu Odrodzenia Polski „za zasługi położone dla Rzeczypospolitej Polskiej na polu pracy obywatelskiej”.
W Kościerzynie nazwano jej imieniem ulicę.